# El Cerro de Andévalo
El Cerro de Andévalo är en ort i Spanien.   Den ligger i provinsen Provincia de Huelva och regionen Andalusien, i den sydvästra delen av landet, 400 km sydväst om huvudstaden Madrid. El Cerro de Andévalo ligger 308 meter över havet och antalet invånare är 2 639.
Terrängen runt El Cerro de Andévalo är lite kuperad. Runt El Cerro de Andévalo är det glesbefolkat, med 16 invånare per kvadratkilometer. Närmaste större samhälle är Calañas, 10,1 km sydost om El Cerro de Andévalo. Omgivningarna runt El Cerro de Andévalo är huvudsakligen savann.